# Менам (Фрисландия)
Менам (з.-фриз. Menaam, нидерл. Menaldum) — деревня в общине Вадхуке провинции Фрисландия, Нидерланды. В 2021 году население Менама составляло 2665 человек. До 2018 года он принадлежал общине Менамерадил.
Деревня известна своими двумя ветряными мельницами.

## История
Деревня впервые упоминается в XIII веке как Меналдюм и означает «поселение Мейнальда (имя)». Менам — деревня, построенная на терпе (искусственно насыпанном холме), который был создан за несколько столетий до нашей эры. Менам был центром управления (предшественника общины) Меналдюмадел.
Нидерландская реформатская церковь в деревне является преемницей средневековой церкви, она строилась поэтапно на основе предыдущей. В 1855 году клирос был перестроен. Колокольню возвели в 1866 году, а неф был построен в 1874 году.
Польдерная мельница «De Rentmeester» была построена в 1833 году в Дронрейпе. Она устарела и была перенесена в Менам в 1981 году, чтобы слить лишнюю воду из Зёйдостпольдера.
В 1840 году в Менаме проживало 935 человек. Ратуша была построена в 1843 году как административное здание в стиле неоклассицизма. В конце XIX века большая часть терпа была раскопана. С 1960-х годов Менам стал пригородом Леувардена. В 2018 году община Менамерадил была объединена с Вадхуке, и Менам перестал быть центром общины.

## Галерея

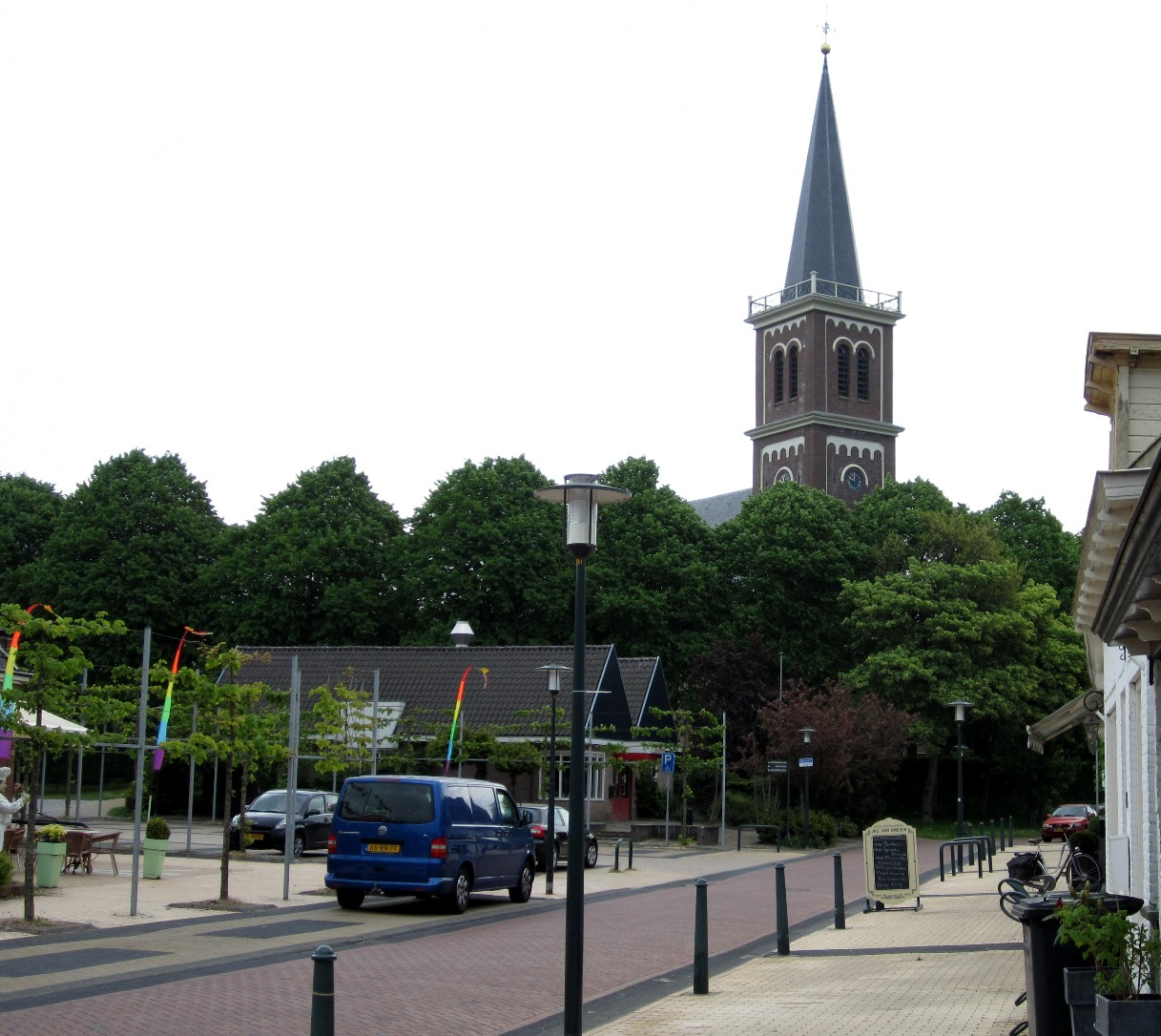
Вид на улицу
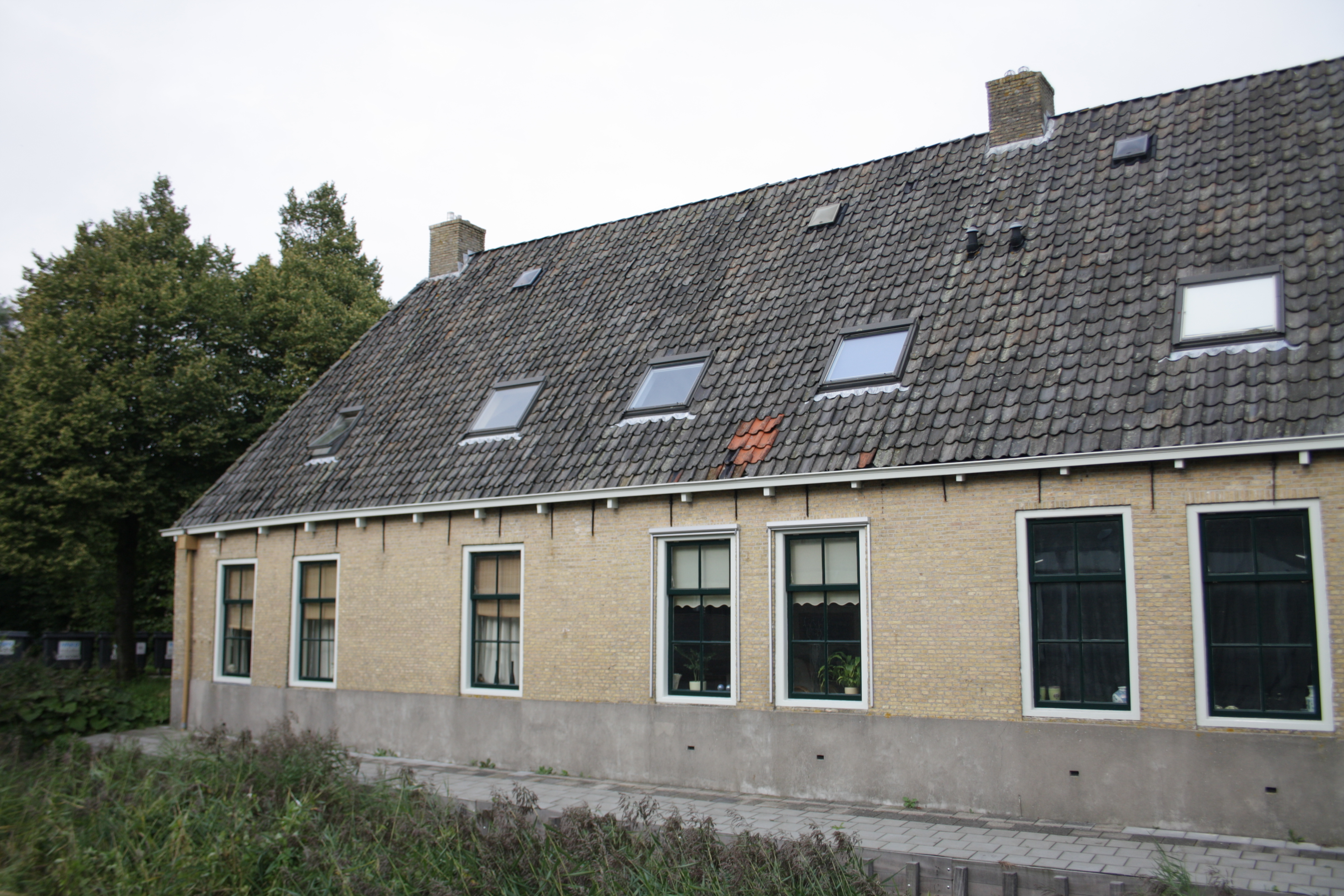
Бывшая богадельня
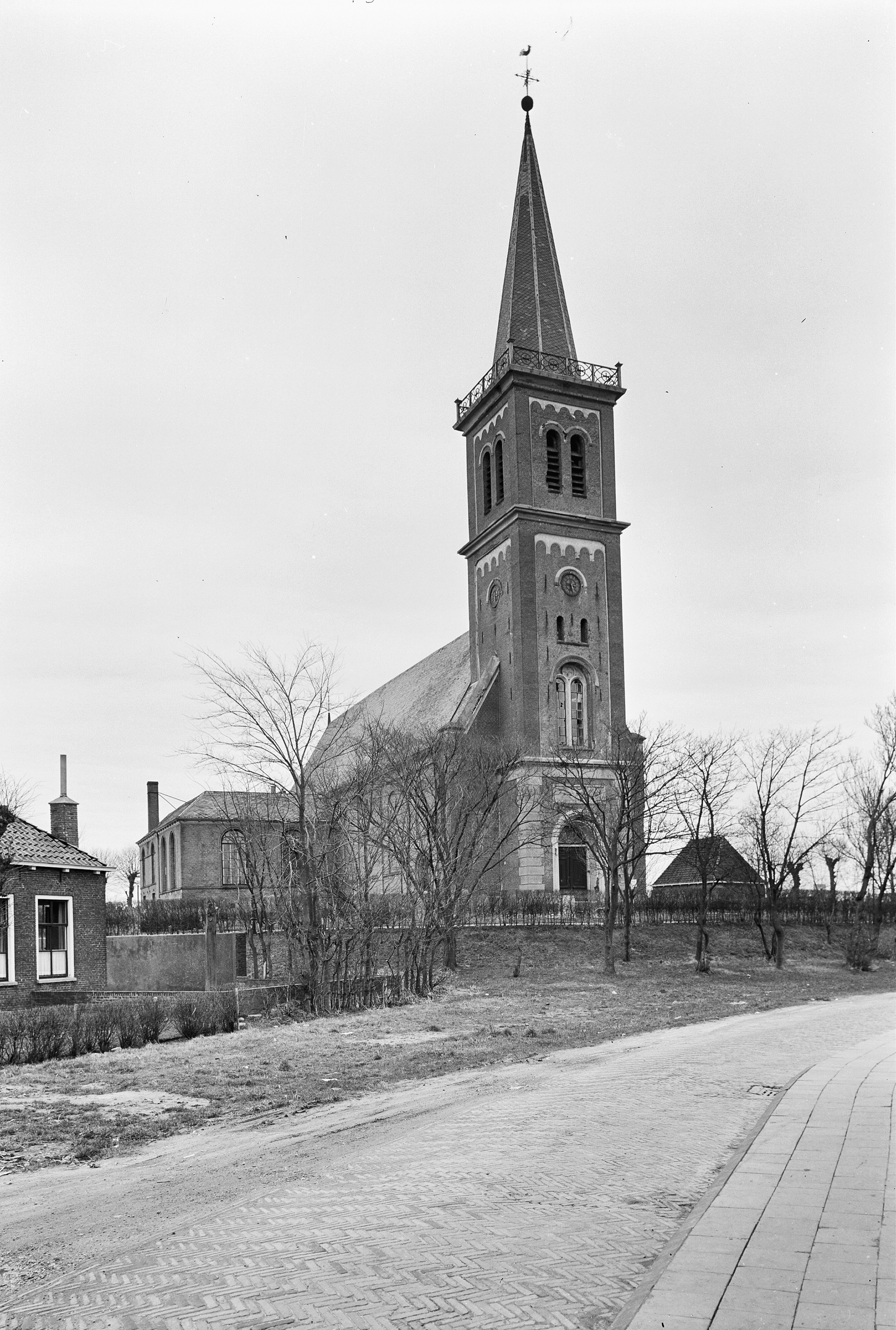
Церковь Менама
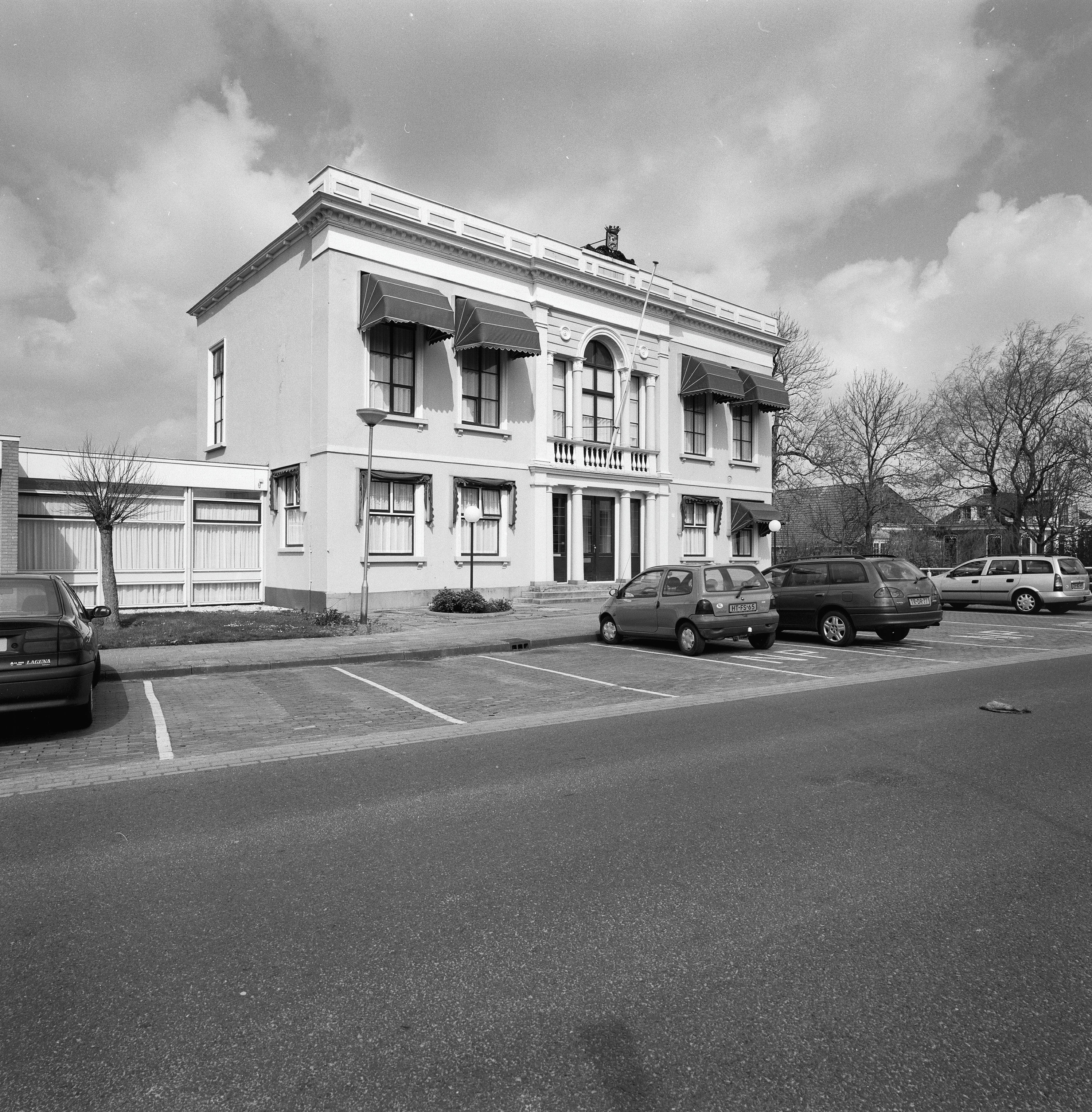
Бывшая ратуша